# Макарова, Анна Александровна (волейболистка)
Анна Александровна Мака́рова (до 2006 — Цокур; р. 2 апреля 1984, Запорожье) — российская и украинская волейболистка. Нападающая. Мастер спорта России.

## Биография

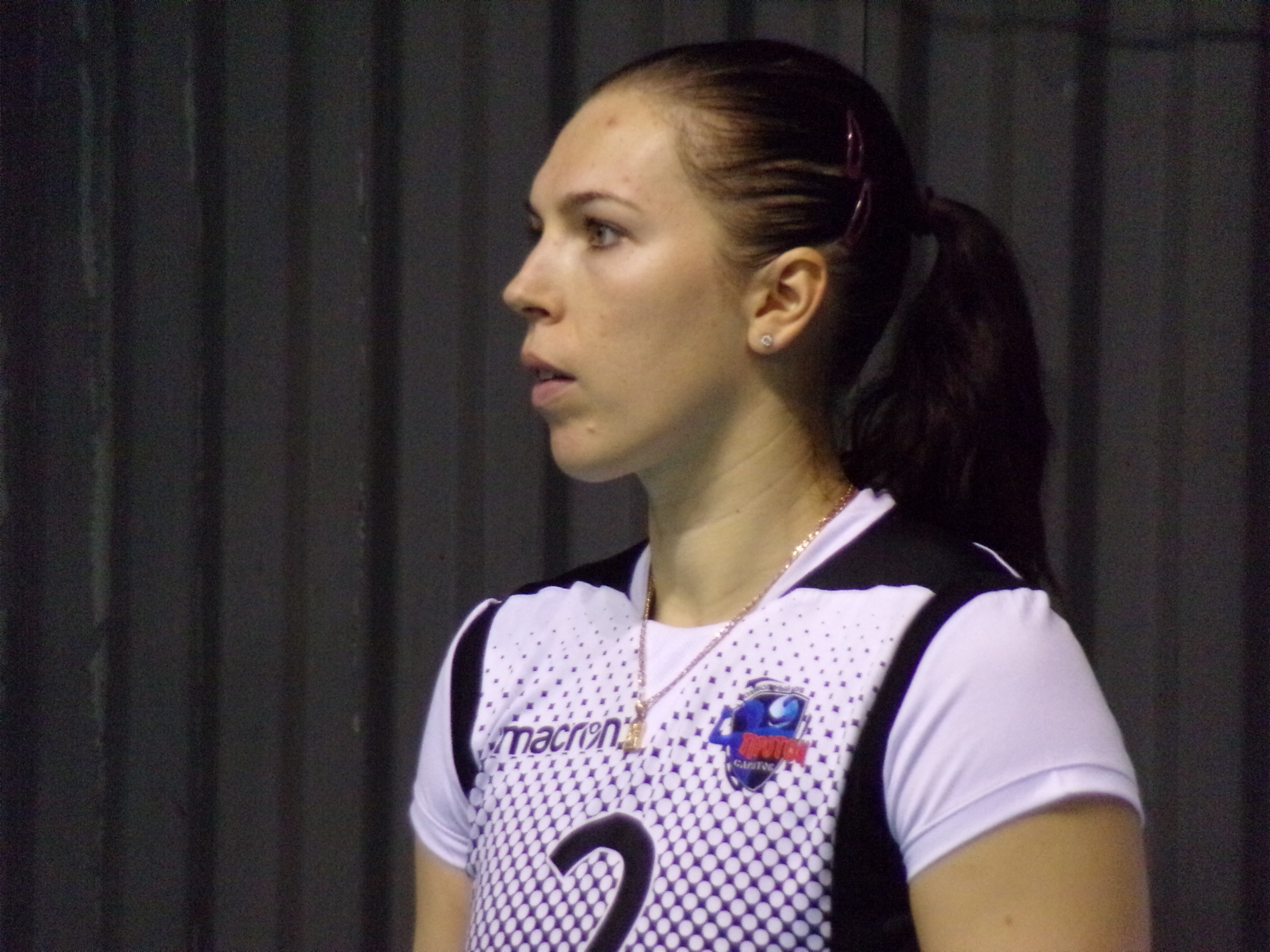
В составе «Протона», февраль 2018

Волейболом Анна Цокур начала заниматься в родном Запорожье. Первый тренер — Любовь Николаевна Перебийнис. В 15-летнем возрасте была принята в запорожскую волейбольную команду ЗГИА, выступавшую в суперлиге чемпионата Украины. В 2002—2005 играла за черкасский «Круг», в составе которого становилась чемпионкой и обладателем Кубка Украины, а также дважды призёром украинского национального первенства. Привлекалась к выступлениям за различные сборные Украины. В 2002 Анна Цокур стала серебряным призёром молодёжного чемпионата Европы, а в дальнейшем до 2005 года выступала уже за основную национальную команду страны.
В 2005 Анна Цокур переехала в Хабаровск и стала волейболисткой местного «Самородка», а затем получила российское гражданство. В 2006 вышла замуж за статистика сборной России Сергея Макарова и сменила фамилию. За «Самородок» Анна выступала на протяжении четырёх сезонов, после чего неоднократно меняла клубы, успев поиграть за краснодарское и московское «Динамо», подмосковное «Заречье-Одинцово» и омскую «Омичку». Четырежды волейболистка выигрывала медали чемпионатов России, а в 2011 — Кубок страны. В 2015 заключила контракт с клубом «Протон» (Саратовская область), а в 2017 перешла в московское «Динамо». В феврале 2018 Макарова вернулась в «Протон».
По итогам чемпионата России 2008/2009 Макарова стала самой результативной волейболисткой, набрав 584 очка в 30 матчах.  
В 2009 году после двухлетнего карантина состоялась смена волейбольного гражданства у Анны Макаровой на российское
В 2009 году главный тренер сборной России Владимир Кузюткин привлёк Анну Макарову к выступлениям за российскую национальную команду. В том году в составе сборной она выступила в двух турнирах — Гран-при и чемпионате Европы, причём играла как на позиции диагональной, так и доигровщицы.
В мае следующего 2010 года разгорелся скандал по поводу отказа Макаровой прибыть в расположение сборной России, но вследствие разногласий сторон (ВФВ и семьи Макаровых) в оценке происшедшего санкций к спортсменке не последовало.

### Клубная карьера
- 1999—2002 —  ЗГИА (Запорожье);
- 2002—2005 —  «Круг» (Черкассы);
- 2005—2009 —  «Самородок» (Хабаровск);
- 2009—2010 —  «Динамо» (Краснодар);
- 2010—2011 —  «Заречье-Одинцово» (Московская область);
- 2011—2013 —  «Динамо» (Москва);
- 2014—2015 —  «Омичка» (Омск);
- 2015—2017 —  «Протон» (Саратовская область);
- 2017—2018 —  «Динамо» (Москва);
- 2018 —  «Протон» (Саратовская область);
- 2018—2019 —  «Динамо» (Москва).

## Достижения

### С клубами
- чемпионка России 2019;
  - двукратный серебряный призёр чемпионатов России — 2012, 2013;
  - двукратный бронзовый призёр чемпионатов России — 2007, 2010;
- двукратный победитель розыгрышей Кубка России — 2011, 2018;
  - трёхкратный серебряный призёр Кубка России — 2005, 2012, 2014;
  - двукратный бронзовый призёр Кубка России — 2010, 2016;
- двукратный обладатель Суперкубка России — 2017, 2018.
- Чемпионка Украины 2005;
  - трёхкратный бронзовый призёр чемпионатов Украины — 2002, 2003, 2004;
- победитель розыгрыша Кубка Украины 2005;
  - бронзовый призёр Кубка Украины 2002.

### Со сборной России
- серебряный призёр Гран-при 2009;
- участница чемпионата Европы 2009;